# Луцій Коссоній Егій Марулл
Луцій Коссоній Егій Марулл (лат. Lucius Cossonius Eggius Marullus; ? — після 199) — державний діяч часів Римської імперії, консул 184 року.

## Життєпис
Походив з роду Егіїв Маруллів. Син Луція Егія Марулла, що отримав статус патриція, та Коссонії Сабіни. Онук Луція Егія Марулла, консула 111 року. Кар'єру розпочав за імператора Марка Аврелія, за якого увійшов до сенату.
У 171 році став фламіном Марса, згодом увійшов до колегії понтифіків. Продовжив успішну кар'єру при імператорі Коммоді.
У 184 році став консулом, разом із Гнеєм Папірієм Еліаном. Про його дії під час каденції нічого невідомо.
Зберіг свій статус за імператорів Пертінакса, Дідія Юліана та Септимія Севера. У 198—199 роках як проконсул керував провінцією Африка. Подальша доля невідома.

## Родина
- Мав названого сина — Коссонія Сципіона Орфіта, легат.